# ごとうしのぶ
ごとう しのぶ（2月11日 - ）は、日本の小説家。代表作の『タクミくんシリーズ』（角川ルビー文庫）をはじめとして、ボーイズラブ小説を中心に発表している。
なお、「ごとうしのぶ」はペンネームである。

## 作品リスト

### 小説

#### タクミくんシリーズ
- タクミくんシリーズ参照。

#### 水に眠る月シリーズ
- 『水に眠る月 夢見の章』徳間書店〈キャラ文庫〉、1998年4月。
- 『水に眠る月 2 霧雨の章』徳間書店〈キャラ文庫〉、1998年9月。
- 『水に眠る月 3 黄昏の章』徳間書店〈キャラ文庫〉、1999年4月。

#### カナデ、奏でます! シリーズ
- 『カナデ、奏でます! 1 ようこそ☆一中吹奏楽部へ』角川書店〈角川つばさ文庫〉、2012年11月。
- 『カナデ、奏でます! 2 ユーレイ部員さん、いらっしゃ～い!』KADOKAWA〈角川つばさ文庫〉、2013年5月。

#### 崎義一の優雅なる生活 シリーズ
- 『BLUE ROSE』KADOKAWA、2014年12月。ISBN 978-4-04-101996-2。
  - 『BLUE ROSE』KADOKAWA〈角川文庫〉、2019年3月。ISBN 978-4-04-107130-4。
  - 『BLUE ROSE』KADOKAWA〈角川ルビー文庫〉、2019年4月。ISBN 978-4-04-107132-8。
- 『エリカの咲く庭』KADOKAWA、2016年1月。ISBN 978-4-04-103734-8。
  - 『エリカの咲く庭』KADOKAWA〈角川文庫〉、2019年4月。ISBN 978-4-04-107131-1。
  - 『エリカの咲く庭』KADOKAWA〈角川ルビー文庫〉、2019年5月。ISBN 978-4-04-107133-5。
- 『忘れえぬ此の花を、此の想いを』KADOKAWA、2019年6月。ISBN 978-4-04-107134-2。
  - 『忘れえぬ此の花を、此の想いを』KADOKAWA〈角川文庫〉、2021年5月。ISBN 978-4-04-111243-4。
  - 『忘れえぬ此の花を、此の想いを』KADOKAWA〈角川ルビー文庫〉、2021年6月。ISBN 978-4-04-111244-1。
- 『太陽の石』KADOKAWA、2020年7月。ISBN 978-4-04-109310-8。
  - 『太陽の石』KADOKAWA〈角川文庫〉、2022年10月。ISBN 978-4-04-112885-5。
  - 『太陽の石』KADOKAWA〈角川ルビー文庫〉、2022年11月。ISBN 978-4-04-112886-2。
- 『フラワー・シャワー』KADOKAWA、2022年2月。ISBN 978-4-04-111729-3。
  - 『フラワー・シャワー』KADOKAWA〈角川文庫〉、2024年4月。ISBN 978-4-04-114943-0。
- 『愛しきリインカーネーション』KADOKAWA、2024年3月。ISBN 978-4-04-114638-5。

#### シンプル・カオス シリーズ
- 『シンプル・カオス 1』小学館〈小学館文庫 キャラブン!〉、2018年12月。
- 『シンプル・カオス 2』小学館〈小学館文庫 キャラブン!〉、2020年1月。

#### ブラス・セッション・ラヴァーズ シリーズ
- 『いばらの冠 ブラス・セッション・ラヴァーズ』講談社〈講談社X文庫white heart〉、2020年11月。
  - 『いばらの冠 ブラス・セッション・ラヴァーズ』講談社〈講談社文庫〉、2022年7月。
- 『三番目のプリンス  ブラス・セッション・ラヴァーズ』講談社〈講談社X文庫white heart〉、2021年8月。
- 『花盗人  ブラス・セッション・ラヴァーズ』講談社〈講談社X文庫white heart〉、2023年3月。

#### その他
- 『ロレックスに口づけを』角川書店〈角川ルビー文庫〉、1993年4月。ISBN 4-04-433605-9。
  - 『ロレックスに口づけを』講談社〈講談社X文庫white heart〉、2020年12月。ISBN 978-4-06-521914-0。
- 『わからずやの恋人』角川書店〈角川ルビー文庫〉、1994年10月。
- 『ささやかな欲望』角川書店〈角川ルビー文庫〉、1998年12月。
- 『Sweet Memories スウィート・メモリーズ』角川書店、2003年2月。初期短編集。
- 『Bitter Memories ビター・メモリーズ』角川書店、2003年2月。初期短編集。
- 『熱情』徳間書店〈キャラ文庫〉、2003年10月。
- 『ぐれちゃわないでね？』角川書店〈角川ルビー文庫〉、2003年12月。
- 『マイネリーベ 吟遊黙示録 運命の出会い ノベル版』白泉社、2005年8月。ISBN 4-592-73229-4。
- 『闇にあかく点るのは、鬼の灯か君の瞳。』KADOKAWA、2014年3月。ISBN 978-4-04-110690-7。
  - 『闇にあかく点るのは、鬼の灯か君の瞳。』KADOKAWA〈角川文庫〉、2017年11月。ISBN 978-4-04-104033-1。
- 『ぼくたちは、本に巣喰う悪魔と恋をする』徳間書店、2014年3月。
- 『喋らぬ本と、喋りすぎる絵画の麗人』徳間書店、2015年9月。
- 『ぼくたちは、優しい魔物に抱かれて眠る』徳間書店、2017年3月。
- 『ぼくたちの愛する悪魔と不滅の庭』徳間書店、2018年3月。

### 漫画原作
- Eggs（ふさ十次、1997年、あすかコミックス）
- 熱情（高久尚子、2002年、キャラコミックス）
- タイム･ラグ（小田切ほたる、2002年、キャラコミックス）
- ア・プリオリ〜キミとオレとの恋愛格率〜（日吉丸晃、2011年、Dariaコミックス）